# Benedetto Bunico
Filippo Benedetto Bunico (en français : « Benoît Bunico »), né en 1800 à Centallo près de Coni et mort le 3 mars 1863 à Nice, est un avocat et homme politique niçois, député de la province de Nice au parlement du royaume de Sardaigne de 1848 à 1850.
Nice fut occupée en 1792 puis annexée en 1793 par la France. Elle fut rendue au royaume de Sardaigne (Piémont-Sardaigne) en 1814 et redevint française en 1860. 

## Biographie

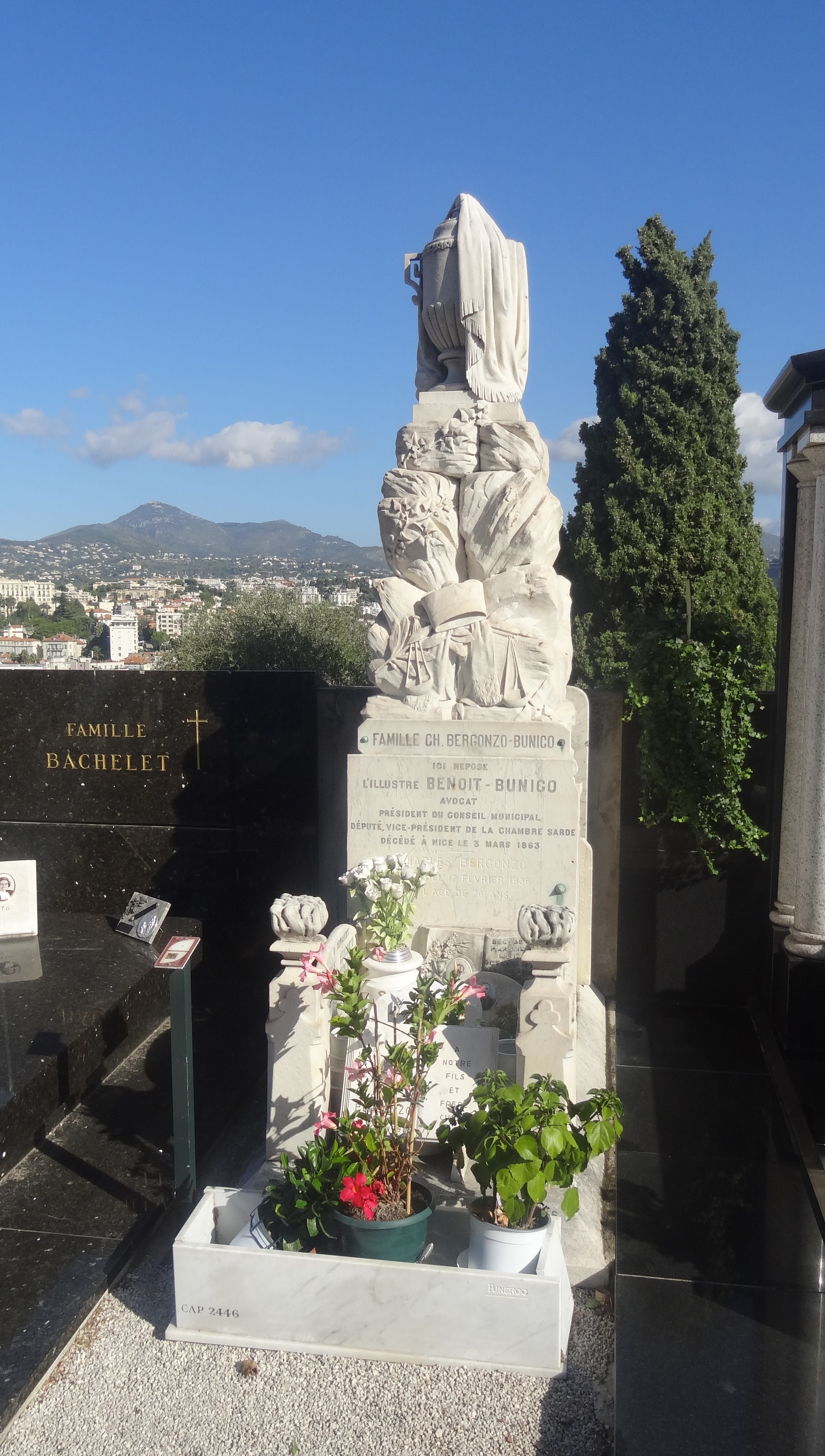
Nice - Cimetière du Château - Sépulture de Benoit Bunico

Benoît Bunico est le neveu de Philippe-Benoît Bunico, secrétaire général de préfecture du département français des Alpes-Maritimes de 1804 à 1814.
Avocat, « Benedetto Bunico » est élu député le 27 avril 1848 au parlement du royaume de Sardaigne, siégeant à Turin, et le premier député de Nice vice-président de la chambre subalpine. Il est réélu pour les IIe, IIIe et IVe législatures. Élu conseiller municipal de Nice en 1848, il proteste contre la suppression des franchises du port et démissionne de son mandat de député le 12 novembre 1850. Hostile à la cession du comté de Nice à la France en 1860, il refuse de prêter serment à Napoléon III.
Il est un membre fondateur de la Caisse d'épargne de Nice.
Benoît Bunico meurt en 1863 à Nice et est enterré au cimetière du château. 
Une rue de Nice, englobant l’ancienne rue de la juiverie (carriera de la judarìa) porte son nom français, « rue Benoît-Bunico »  parce qu’il fit abolir en 1848 l’obligation de résidence pour les Juifs dans le ghetto (devenue caduque après le rattachement à la France en 1793, cette obligation ayant été officiellement rétablie en 1814 au retour de Nice au royaume de Sardaigne). Comme partout au centre de Nice, une plaque rappelle l’ancien nom en langue niçoise.
Un monument en son honneur est inauguré le 5 mars 1894 (Le Petit Niçois, 20/12/1893).

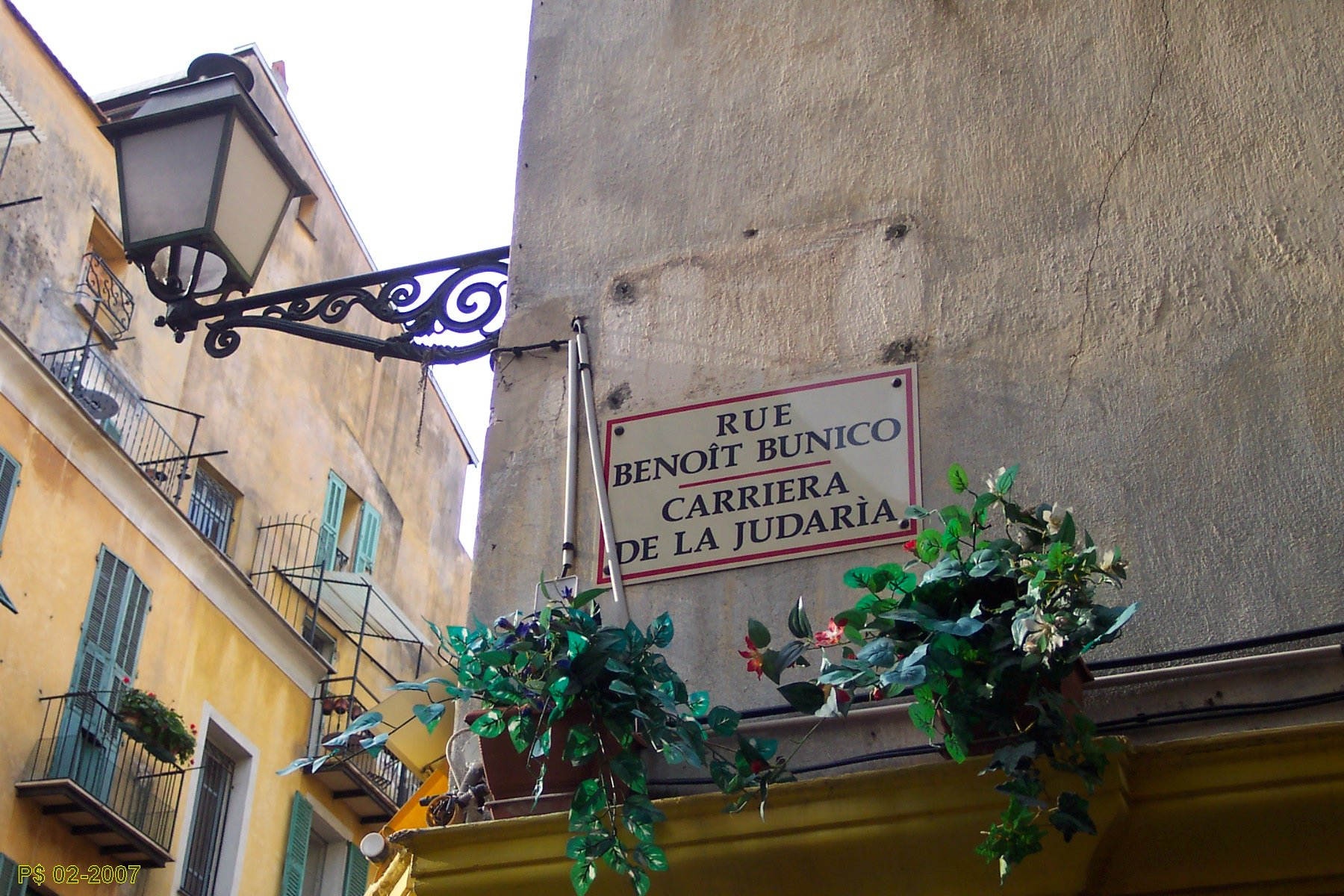
Plaque de rue bilingue (français et niçois) de la rue Benoît-Bunico.